# Choose my love!/妄想少女A
「Choose my love!/妄想少女A」（チューズ・マイ・ラブ/もうそうしょうじょエー）は、栗林みな実および美嶋紅音（堀江由衣）&セップククロウサギ（田村ゆかり）のシングル。2011年4月20日にLantisから発売された。

## 概要
本作の収録曲はそれぞれテレビアニメ『けんぷファー für die Liebe』のオープニングテーマ、エンディングテーマ。
ボーナストラックとして、テレビアニメ『けんぷファー』のエンディングテーマ「ワンウェイ両想い」を、近堂水琴&チッソクノライヌ（cv.阿澄佳奈&能登麻美子）が歌ったバージョンも収録。

## 収録曲
（全作詞：こだまさおり）
1. Choose my love! [4:15] 
歌：栗林みな実
作曲：栗林みな実、編曲：関野元規
  - テレビアニメ『けんぷファー für die Liebe』 オープニングテーマ
2. 妄想少女A [4:14] 
歌：美嶋紅音&セップククロウサギ（cv.堀江由衣&田村ゆかり）
作曲：村井大、編曲：鈴木盛広
  - テレビアニメ『けんぷファー für die Liebe』 エンディングテーマ
3. Choose my love! (instrumental)
4. 妄想少女A (instrumental)
5. ワンウェイもちろん片想い [3:40]
歌：近堂水琴&チッソクノライヌ（cv.阿澄佳奈&能登麻美子）
作曲：田代智一、編曲：安藤高広
  - ボーナストラック